# Гликоконъюгаты
Гликоконъюгаты представляют собой общий термин для углеводов, ковалентно связанных с другими молекулами.
Гликоконъюгаты являются очень важными соединениями в биологии и состоят из множества различных категорий, таких как гликопротеины, гликопептиды, пептидогликаны, гликолипиды и липополисахариды. Они принимают участие в межклеточных взаимодействиях, включая межклеточное распознавание и взаимодействие клеток с внеклеточным матриксом.
Углеводные компоненты гликоконъюгатов обеспечивают также формирование антигенов и рецепторов, защиту слизистых оболочек от повреждений, транспорт витаминов (гликопротеин — внутренний фактор Кастла обеспечивает транспорт витамина В12) и микроэлементов (церулоплазмин транспортирует Cu). Также гликоконъюгаты ответственны за определение группы крови.
Синтез гликоконъюгатов начинается в эндоплазматическом ретикулуме и заканчивается в комплексе Гольджи. Их синтез происходит путём присоединения моносахаридов друг к другу, а также к липидной или белковой основе при участии ферментов гликозилтрансфераз.
Распад гликоконъюгатов происходит в лизосомах при участии гликозидаз. Различают эндогликозидазы, что разрушают связи между моносахаридами в олигосахаридах, и экзогликозидазы, что разрушают связи между олигосахаридами и белковой или липидной основой.
Существуют нарушения обмена гликоконъюгатов. Это — гликозидозы (лизосомальные болезни), наследственные заболевания недостаточности ферментов расщепления гликопротеинов (мукополисахаридозы) или гликолипидов (гликолипидозы). Причиной гликозидозов является дефект ферментов гликозидаз лизосом, что производит к накапливанию в этих органеллах гликолипидов или гликопротеинов. Они откладываются чаще всего в головном мозге, костях, суставах, печени и селезёнке, что приводит к увеличению органов в размерах и нарушения их функций.